# Rug și flacără
Rug și flacără este un film românesc din 1980 regizat de Adrian Petringenaru. Rolurile principale au fost interpretate de actorii Ion Caramitru, Florin Piersic și Teofil Vîlcu.

## Distribuție
Distribuția filmului este alcătuită din:
- Ion Caramitru — Alexandru Bota, revoluționar ardelean intrat în armata lui Garibaldi
- Florin Piersic — Alexandru Ioan Cuza, domnitorul Principatelor Unite
- Teofil Vîlcu — marele vornic Barbu Catargiu, prim-ministrul Principatelor Unite
- Ilarion Ciobanu — col. Cristescu, comandantul unui regiment de lăncieri
- Simona Măicănescu — Marina Velisar, fiică armatorului Eracle Velisar din portul Galați
- Ștefan Velniciuc — Meazza, viceconsulul Sardiniei la Galați, mason
- Mircea Veroiu — col. Witkowski, comandantul detașamentului de dragoni polonezi, mason
- Jean Săndulescu — col. Gusztáv Frigyesi, trimisul lui Klapka în Principatele Unite, mason
- Dorel Vișan — lt. Gáspár Bogáthy, anarhist maghiar
- Petre Gheorghiu-Dolj — col. Filipescu, prefectul Poliției orașului Galați
- Loránd Lohinszky — gen. György Klapka, comandantul militar al revoluționarilor maghiari
- Geo Saizescu — Rudolf Rotlender, agent comercial, spion austriac
- Ion Dobrescu — generalul István Türr, comandant militar maghiar, mason
- Constantin Dinulescu — Lascari, starostele negustorilor, anarhist român
- Dan Nasta — înaltul comisar imperial austriac
- Radu Ionescu — col. Nicolae Bibescu, prefectul Poliției orașului București
- Enikö Szilágyi — Ioana, țigancă din București, amanta lui Bogáthy
- Aristide Teică — Santini, agent comercial italian
- Ion Pavlescu — Peter Kasper, șeful biroului de informații al Imperiului Austriac
- Dinu Cocea — gen. Ioan Emanoil Florescu
- Radu Gheorghe — procurorul Deșliu
- Petre Simionescu
- Valer Dellakeza — Arthur Baligot de Beyne, secretarul personal al domnitorului Cuza
- Traian Costea — Borowitz, conspirator polonez, mason
- Alexandru Lungu — boier moldovean
- Dumitru Pâslaru
- Alexandru Rioșanu
- Ion Anghelescu-Moreni
- Gheorghe Constantinescu
- Miron Tarasov
- Adrian Ionescu-Silvan
- George Sion
- Savel Știopul — marele maestru al Ordinului Rozei
- Octavian Teucă
- Corneliu Roșianu
- Adrian Ștefănescu
- Liana Ceterchi
- Romulus Bărbulescu
- Dinu Gherasim
- Paul Fister
- Nicolae Dide

## Primire
Filmul a fost vizionat de 2.260.999 de spectatori în cinematografele din România, după cum atestă o situație a numărului de spectatori înregistrat de filmele românești de la data premierei și până la data de 31 decembrie 2014 alcătuită de Centrul Național al Cinematografiei.